# Nina Demme
Nina Demme ( en ruso: Нина Петровна Демме , 1902 - 16 de marzo de 1977) fue una exploradora polar, bióloga y ornitóloga soviética. Fue una de las primeras mujeres en explorar el Ártico y encargarse de una expedición polar . Criada en un hogar poliamoroso en Kostroma, asistió al primer gimnasio para mujeres en Rusia de 1907 a 1914 y luego estudió para convertirse en maestra. Después de tomar cursos para trabajadores con la esposa de Lenin, Nadezhda Krupskaya, enseñó colectivismo en la gobernación de Ufá antes de establecerse en Leningrado en 1921 para estudiar en el Instituto Geográfico. Durante ocho años estudió geografía y biología, participando en numerosos viajes de campo sobre investigaciones polares.
Graduada en 1929, Demme empezó a trabajar en el Instituto de Investigación del Ártico y la Antártida y participó en una expedición de dos años a la Tierra de Francisco José, durante la cual fue la única mujer del grupo. Elegida para liderar una expedición a Severnaya Zemlya, conocida entonces como las Islas Kamenev, ella y su equipo de tres hombres cartografiaron la parte occidental del archipiélago y realizaron investigaciones sobre plantas y animales. Al regresar a Leningrado en 1934, investigó el potencial de la cría colectiva comercial de animales del norte y durante varias temporadas estudió los zorros negros y las posibilidades de criar eiders . Obtuvo su título de Candidata en biología en 1946 y se convirtió en profesora, pero no estaba contenta de permanecer en el aula y continuó haciendo viajes de investigación hasta que se jubiló en 1959. Cuando se jubiló, pintó y plantó un gran jardín de flores y árboles, que mantuvo hasta su muerte en 1977.

## Primeros años
Nina nació en 1902 en Kostroma, en el Imperio Ruso, hija de Maria Ivanovna Ryabtsova y Ludwig Fedorovich Demme. Ella era hija ilegítima   de un hogar poliamoroso que estaba formado por la primera esposa de su padre y sus nueve hijos, y su madre y los cinco hijos de su madre. Sus medios hermanos eran Valya y Kolya del primer marido de su madre, un alemán de apellido Huber. Nina, Julia y Seryozha eran hermanos plenos de la relación de su madre con su padre. Debido a que sus hermanos de sangre eran todos ilegítimos, fueron registrados con el patronímico familiar Petrovna,  en honor a su padrino Petr Ryabtsov,  y con el apellido de su madre, Ryabtsov. Los documentos falsificados, que mostraban su nombre como Nina Petrovna Demme-Ryabtseva, permitieron a Demme ser la única hija que llevaba el apellido de su padre o ingresaba a la escuela secundaria (gimnasio). Su padre era un noble alemán, originalmente llamado Ludwig de, que cambió su apellido a Demme y llegó a Rusia donde dirigió una tienda de bicicletas en Galich . Pronto se mudó a Kostroma y comenzó una relación con Ryabtsova, quien administraba una cervecería que le dejó su primer marido. Después de que él envió a buscar a su primera familia a Alemania, las familias unidas alquilaron la casa que más tarde se convertiría en la Biblioteca Pushkin en Kostromá. Ryabtsova, Ludwig y sus hijos ocupaban el último piso del edificio y su primera familia vivía en la casa del jardín. Más tarde, construyó una casa para una familia mixta en el número 23 de Pastukhovskaya. Las relaciones entre sus esposas e hijos eran amistosas y todos trabajaban juntos en la granja, que producía aves de corral, además de frutas y flores para la venta local. A Ludwig Demme le gustaban los pájaros y criaba varias razas raras de palomas, por las que era muy conocido. 

## Educación
Después de completar su educación primaria, Demme ingresó al gimnasio femenino privado Grigorov ( en ruso: Григоровскую женскую гимназию  </link> ), la primera escuela secundaria para mujeres en Rusia.   La escuela fue financiada por nobles del Óblast de Kostromá, pero debido a que sus documentos indicaban que Demme era hija de un campesino, fue ridiculizada.  Las niñas que asistían a la escuela se preparaban para ser profesoras y estudiaban danza, música y costura, además de francés, alemán y ruso; geografía; literatura; matemáticas; física; y religión.  Se graduó en 1914 y luego ingresó al seminario de formación de profesores en Kostromá.  En 1917, mientras participaba en un proyecto comunitario de poda de césped durante sus estudios, Demme conoció a los bolcheviques y rápidamente se convirtió en miembro fundador del Komsomol en Kostroma.  En 1919, era líder del Komsomol, ingresó en la comuna de la escuela laboral y participó en el comité provincial.  En 1920, fue a Moscú para tomar cursos obreros con Nadezhda Krupskaya, esposa de Lenin, y estudió colectivismo. Cuando completó los cursos, fue enviada a la gobernación de Ufá en los Montes Urales para transmitir la información a las masas.  En 1921, Demme se mudó a Leningrado para estudiar en el Instituto Geográfico. Entre sus instructores se encontraban Lev Berg, ru, Białynicki-Birula Vladimir Bogoraz, ru, ru, Boris Fedtschenko, Alexander Fersman, Dmitry Nalivkin y ru . Durante ocho años estudió en el instituto, que luego se convirtió en el departamento de geografía de la Universidad de Leningrado .  Durante los viajes de investigación, participó en expediciones al Cáucaso y Crimea  y trabajó en proyectos que incluían la construcción de carreteras en Leningrado y el adiestramiento de perros a lo largo del ferrocarril de Termez a Dushanbe .  En 1926, Demme dirigió una expedición al mar de Kara ;  en 1927 realizó una investigación en los Urales; Posteriormente, completó el trabajo de campo en Asia Central alrededor de Amu Darya para prepararse para las reformas agrarias.   Mientras estaba en la escuela, conoció y se casó con su compañero de estudios y explorador polar ru .  Su marido había sido parte del intento de rescate en 1928 para salvar a Umberto Nobile, un explorador polar italiano, y su tripulación después de que estrellaran su globo dirigible .   

## Carrera

### Exploración ártica

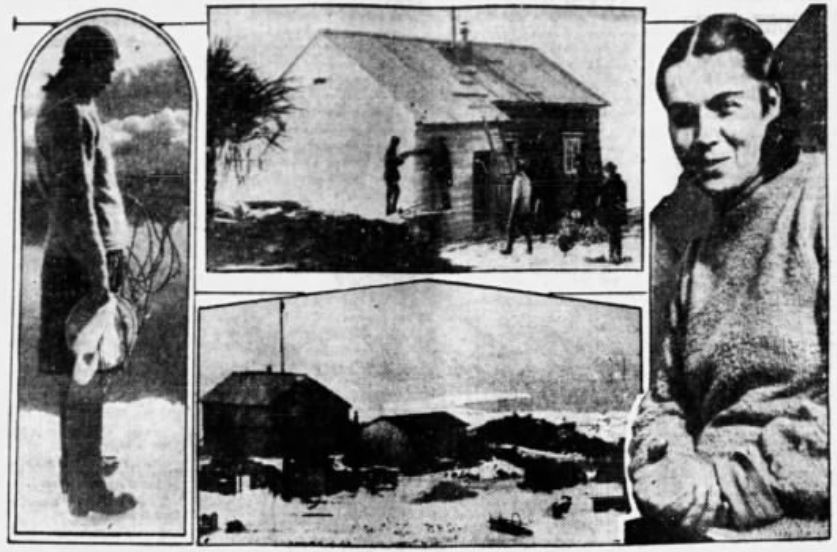
Nina Demme en la expedición de 1931 a la Tierra de Francisco José. La fotografía indica que estas fueron las primeras fotos enviadas desde la expedición: Demme salió tomando muestras de agua; Medio del campamento; derecha Demme sentada

Ubicaciones de las expediciones de Demme en el Ártico.

En 1929, Demme se graduó y comenzó a trabajar en el Instituto de Investigación del Ártico y la Antártida cuando éste fue fundado en 1930.   Debido a su amplia experiencia y formación en investigación, Demme fue seleccionada para participar en una expedición en el rompehielos George Sedov, que planeaba pasar el invierno en la Tierra de Francisco José . Ivanov fue enviado a gestionar la estación polar en la bahía Tikhaya en la isla Hooker, y los 11 científicos estaban dirigidos por Otto Schmidt .  Demme era la única mujer entre ellos [Notes 1] y la cobertura noticiosa internacional de la época afirmaba que era la primera mujer que había explorado el Ártico.    [Notes 2] Su trabajo involucró estudios tanto geográficos como biológicos, y la tripulación pasó el invierno durante dos años en la isla.   Cuando no realizaba expediciones para estudiar la vida silvestre y las plantas, Demme ayudaba al hidrólogo en sus mediciones.   Durante la expedición, Demme e Ivanov se divorciaron y ella se casó con otro de los científicos. Cuando regresaron del viaje, ese matrimonio terminó y ella se casó con Gabriel Ignatievich Ioylev, un operador de radio.   [Notes 3]

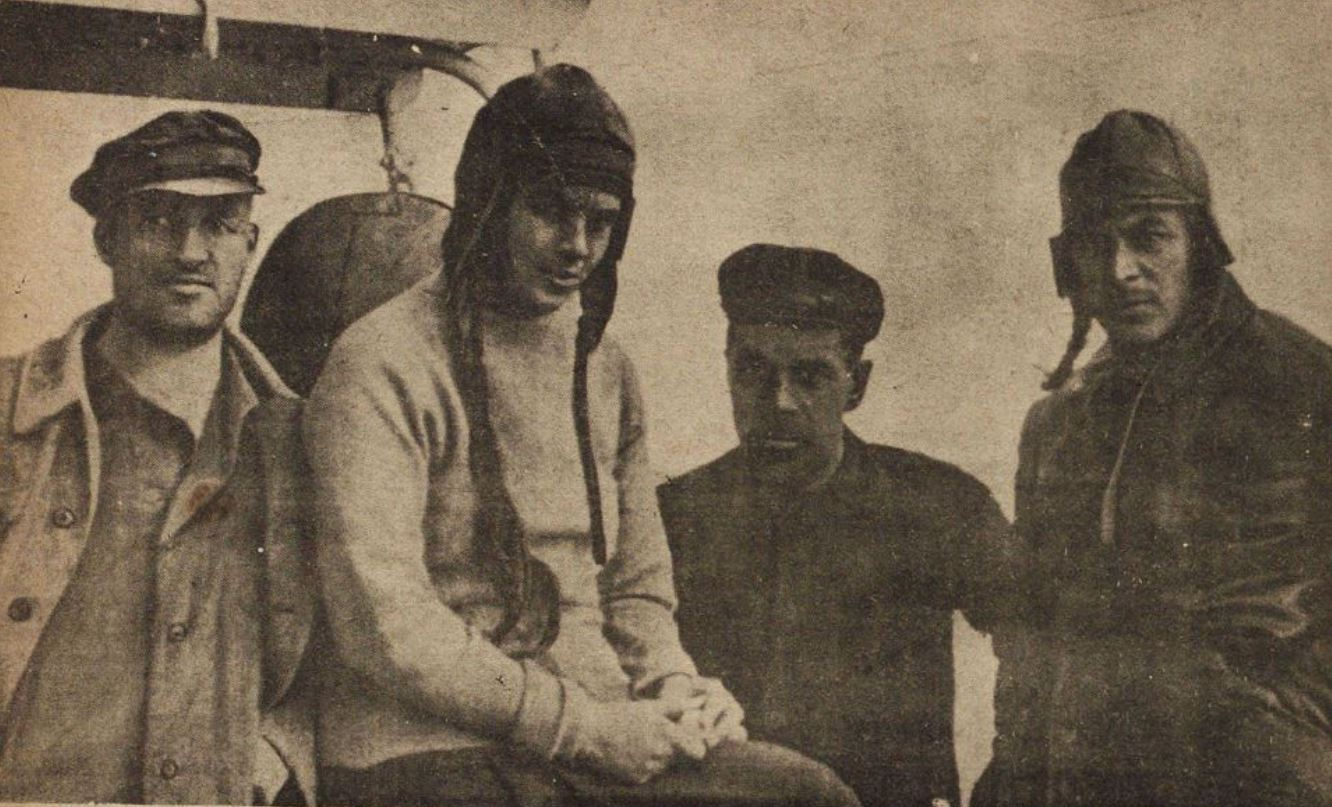
Nina Demme y su tripulación se preparan para partir hacia Severnaya Zemlya en 1932

En 1932, dirigió un equipo de tres hombres, entre ellos un cazador, un meteorólogo y su marido, Ioylev, el operador de radio, para pasar el invierno en las islas Kamenev, y los periódicos informaron que había sido la primera mujer en liderar una expedición polar.   El grupo navegó en el Roussanov, llegó el 14 de agosto  y se instaló en la cabina que tenía un gran dormitorio con literas y una biblioteca, además de una gran mesa de comedor, donde escuchaban conciertos y retransmisiones de noticias cada tarde durante la cena. .  Fue nombrada gobernadora del archipiélago y tenía autoridad para dirigir el comercio, la inmigración y otros asuntos de estado.  El grupo debía permanecer un invierno y evaluar las posibilidades comerciales de la flora y fauna de las islas.  Recogieron muestras geológicas y botánicas, estudiaron los distintos animales en sus expediciones  y cartografiaron la parte occidental de Severnaya Zemlya.  Como los rompehielos no pudieron llegar, el equipo terminó pasando el segundo año de invierno en el Ártico.   La tripulación sufrió varios contratiempos, incluido uno cuando, mientras cazaban, los hombres confundieron a Demme con un oso polar y ella comenzó a cantar un aria de La traviata para que supieran que ella no era su presa.  En septiembre de 1934, Alexander Alexiev, un piloto del gobierno, voló desde Siberia y pudo rescatar a Demme y su tripulación, así como a Boris Lavrov y su piloto, que habían estado en una expedición por el río Lena antes de que su avión se estrellara y caminaran. 185 millas para llegar a la estación Kamenev. 

### Carrera académica
Al regresar a Leningrado, Demme comenzó estudios de posgrado en el Instituto de Investigación del Ártico y la Antártida, donde también impartió cursos de biología y zoología. Estaba interesada en investigar el potencial de la cría colectiva comercial de los animales del norte y durante varias temporadas estudió a los zorros negros.   Como no pudo conseguir que el instituto financiara sus expediciones, Demme alquiló pequeños barcos de pesca para llevarla a cabañas remotas en el Ártico para poder llevar a cabo su investigación.  Alrededor de 1940, utilizó métodos establecidos en Islandia para crear granjas experimentales de eider en Novaya Zemlya y en la isla Vaygach .   Al instalar refugios para anidar y matar a los depredadores de las aves, los lugareños bajo su liderazgo pudieron recolectar 5354 kilogramos (11 803,6 lb) de edredón durante un período de cinco años.   Demme completó su disertación, Гнездовые колонии гаги обыкновенной на Новой Земле и организация гагачьего хозяйства ( Colonias de anidación del eider común en Novaya Zemlya y la organización de la economía del eider ) en 194 6, obteniendo su título de Candidata en biología. Demme fue nombrado profesor asociado en 1949, pero no le gustaba el confinamiento en el aula. Continuó contratando pequeñas embarcaciones comerciales que le permitieran estudiar la vida silvestre en el Ártico hasta la década de 1950.  En 1949, realizó una investigación en la Reserva Natural de Kandalaksha en el Mar Blanco, ampliando su trabajo con los eiders. En la reserva, intentó desarrollar criaderos domesticados, que había intentado establecer sin éxito en Novaya Zemlya. Aunque tuvo éxito, el grupo de polluelos que trajo a Leningrado al final de la temporada no logró prosperar y todos murieron. En 1952, Demme hizo su último viaje al Ártico, trabajando en la parte norte del Golfo de Ob en Siberia y centrándose en la cría de animales allí. No regresó a la Reserva Kandalaksha, aunque otros continuaron estudiando allí los polluelos de eider. Aunque ella no estuvo involucrada,  sus granjas experimentales de edredones funcionaron hasta 1954, cuando fueron cerradas y los habitantes nativos de Novaya Zemlya fueron expulsados en preparación para las pruebas nucleares.  En 1959 se jubiló y escribió su autobiografía.  Se le permitió comprar una casa de verano en la costa del Mar Negro y eligió un lugar entre Sochi y Tuapse, cerca de Volkonskaya, donde construyó una casa y un extenso jardín, que tenía varios tipos de flores y árboles. Música consumada y artista experta, también creó pinturas. 

## Muerte y legado
Demme murió el 16 de marzo de 1977 en Leningrado  a causa de un flemón después de que le aplicaran una inyección para un defecto cardíaco congénito. Fue incinerada allí y sus restos fueron llevados a Kostromá para su entierro. La familia no pudo convencer a las autoridades locales de que asignaran mármol para una lápida.  En 2017, su tumba estaba ubicada en el cementerio local de la calle Kostromskaya. Se la recuerda como una de las primeras mujeres exploradoras polares.  En el siglo XXI se ha renovado el interés por su trabajo sobre la producción de edredones.  